# Dragon, Ie wo Kau.
Dragon, Ie wo Kau. (ドラゴン、家を買う。?), conocida en español como Dragón busca casa, es una serie de manga de fantasía japonesa, escrita por Kawo Tanuki e ilustrada por Choco Aya. Se ha serializado en la revista de manga shōnen Monthly Comic Garden de Mag Garden desde diciembre de 2016 hasta diciembre de 2022. El manga fue licenciado en Norteamérica por Seven Seas Entertainment. Una adaptación de la serie al anime por Signal.MD se estrenó el 4 de abril de 2021.

## Personajes
Letty (レティ Reti?)
 Seiyū: Shun Horie, Rubén Quezada (español latino)
Un joven dragón rojo, que a pesar de su raza, resulta ser débil y tímido. Después de que su familia lo echó, va a buscar la casa de sus sueños donde pueda estar a salvo.
Dearia (ディアリア Diaria?)
 Seiyū: Kaito Ishikawa, César Echeverría (español latino)
Un poderoso rey demonio elfo, que también es un arquitecto experto y conoce el negocio inmobiliario. Lleva a Letty como su cliente a diferentes propiedades para encontrarle la casa de sus sueños.
Pip (ピーちゃん Pi-chan?)
 Seiyū: Shiori Izawa
Nombre completo: Piyovelt Phelpia Pi Alpine Piyoderika. Una chica hræsvelgr que imprimió a Letty.
Nell (ネル Neru?)
 Seiyū: Misato Fukuen, Nadia Lujambio (español latino)
Nombre completo: Andriana Ellen Croixdea Margarethe Emmalyn Narsham Felna. Una obstinada princesa humana fugitiva.
Héroe (勇者 Yūsha?)
 Seiyū: Kento Itō, Víctor Kuri (español latino)
Thief (シーフ Shīfu?)
 Seiyū: Chiaki Takahashi, Sara García (español latino)
White Mage (白魔導士 Shiro Madōshi?)
 Seiyū: Daisuke Hirakawa
Archer (弓使い Yumidzukai?)
 Seiyū: Kōtarō Nishiyama, Erick Padilla (español latino)
Albert (アルバート Arubāto?)
 Seiyū: Mao Ichimichi, Erick Padilla (español latino)
Huey (ヒューイ Hyūi?)
 Seiyū: Takashi Kondō, Abraham Castillo (español latino)
Letty's father (レティの父 Reti no Chichi?)
 Seiyū: Tesshō Genda

## Contenido de la obra

### Manga
La serie está escrita por Kawo Tanuki e ilustrada por Choco Aya. Fue serializado en la revista de manga shōnen Monthly Comic Garden de Mag Garden. Se ha serializado desde diciembre de 2016 hasta diciembre de 2022, y se ha recopilado en nueve volúmenes de tankōbon. El manga fue licenciado en Norteamérica por Seven Seas Entertainment.

#### Lista de volúmenes
| Volúmenes de manga publicados | Volúmenes de manga publicados | Volúmenes de manga publicados | Volúmenes de manga publicados | Volúmenes de manga publicados |
| Número                        | Fecha de lanzamiento          | ISBN                          | Fecha de lanzamiento          | ISBN                          |
| ----------------------------- | ----------------------------- | ----------------------------- | ----------------------------- | ----------------------------- |
| 1                             | 10 de julio de 2017           | ISBN 978-4-80-000702-5        | 31 de mayo de 2021            | ISBN 978-84-18359-69-9        |
| 2                             | 10 de enero de 2018           | ISBN 978-4-80-000741-4        | 30 de agosto de 2021          | ISBN 978-84-18359-70-5        |
| 3                             | 10 de agosto de 2018          | ISBN 978-4-80-000790-2        | 17 de enero de 2022           | ISBN 978-84-18359-71-2        |
| 4                             | 10 de abril de 2019           | ISBN 978-4-80-000843-5        | 28 de marzo de 2022           | ISBN 978-84-18359-72-9        |
| 5                             | 10 de octubre de 2019         | ISBN 978-4-80-000902-9        | 5 de diciembre de 2022        | ISBN 978-84-19266-30-9        |
| 6                             | 9 de mayo de 2020             | ISBN 978-4-80-000968-5        | 13 de febrero de 2023         | ISBN 978-84-19266-31-6        |
| 7                             | 9 de abril de 2021            | ISBN 978-4-80-001068-1        | 20 de noviembre de 2023       | ISBN 978-84-19266-32-3        |
| 8                             | 9 de diciembre de 2021        | ISBN 978-4-80-001155-8        | 15 de abril de 2024           | ISBN 978-84-19266-33-0        |
| 9                             | 6 de octubre de 2022          | ISBN 978-4-80-001255-5        | —                             | —                             |

### Anime
Se anunció una adaptación al anime en el quinto volumen del manga el 10 de octubre de 2019, el 9 de mayo de 2020 se reveló como una serie de televisión. Está animada por Signal.MD y dirigida por Haruki Kasugamori, con Shiori Asuka y Su Shiyi diseñando los personajes y Kyōhei Matsuno componiendo la música. La serie se estrenó el 4 de abril de 2021 en Tokyo MX, ytv y BS Fuji. Non Stop Rabbit interpretará el tema de cierre de la serie "Shizuka na Kaze". Funimation obtuvo la licencia de la serie. Tras la adquisición de Crunchyroll por parte de Sony, la serie se trasladó a Crunchyroll obteniendo la licencia de la serie fuera de Asia.
El 1 de noviembre de 2021, Funimation anunció que la serie recibió un doblaje en español latino, que se estrenó el 11 de noviembre. Tras la adquisición de Crunchyroll por parte de Sony, el doblaje se trasladó a Crunchyroll.